# Bruno Bischoff
Bruno Bischoff (* 31. Juli 1855 in Pilsen; † 17. Dezember 1911 in Prag) war ein deutsch-böhmischer Historiker und Kunsthistoriker.

## Leben
Bruno Bischoff, Sohn des Bergwerks- und Hüttenbesitzers Otto Bischoff (1818–1871), absolvierte die Handelsakademie in Prag und hörte dort Vorlesungen an der Universität. Er lebte als Privatier in Prag und publizierte auf dem Gebiet der mittelalterlichen Kunstgeschichte von Böhmen. Er engagierte sich im Verein für Geschichte der Deutschen in Böhmen und war Verwalter von dessen Kunstsammlungen. Für Band 2 bis 8 des Allgemeinen Lexikons der Bildenden Künstler von der Antike bis zur Gegenwart verfasste er Artikel zu böhmischen Künstlern.
Er wurde auf dem Friedhof Olšany begraben.

## Veröffentlichungen (Auswahl)
- Zwei Inschriften in Prag. In: Anzeiger für Kunde der deutschen Vorzeit 26. Jahrgang, Nr. 1, Januar 1879, Sp. 14–15 (Textarchiv – Internet Archive).
- Die ersten Herren von Schwanberg. In: Mitteilungen des Vereins für Geschichte der Deutschen in Böhmen 17. Jahrgang, 1879, S. 380–385 (Digitalisat).
- Die Gefangennahme der Straßburger Gesandten durch die Herren von Schwanberg 1395. In: Mitteilungen des Vereins für Geschichte der Deutschen in Böhmen 18. Jahrgang, 1879/80, S. 252–260 (Digitalisat).
- Die mittelalterlichen Kunstdenkmale in Prag (= Sammlung gemeinnütziger Vorträge 72). Verlag des Deutschen Vereines zur Verbreitung gemeinnütziger Kenntnisse, Prag 1882.